# Малые Серовы
Малые Серовы — деревня в Слободском районе Кировской области в составе Бобинского сельского поселения.

## География
Находится на расстоянии примерно 9 км на восток от Нового моста через Вятку в городе Киров.

## История
Известна с 1905 года как выселок из деревни Антоновской с 5 дворами и 34 жителями (альтернативные названия Серовы, При мельнице Серовской). В 1926 году учтено хозяйств  8 и жителей 28, в 1959 27 и 85. В 1989 оставалось 10 жителей. Нынешнее название утвердилось с 1939 года. Деревня имеет дачный характер.

## Население
Постоянное население  составляло 25 человек (русские 92%) в 2002 году, 17 в 2010.